# П'єтро Ферраріс
П'єтро Ферраріс (італ. Pietro Ferraris, * 5 лютого 1912, Верчеллі — † 11 жовтня 1991) — колишній італійський футболіст, нападник.
Насамперед відомий виступами за клуби «Амброзіана-Інтер» та «Торіно», а також національну збірну Італії.
Шестиразовий чемпіон Італії. Дворазовий володар Кубка Італії. У складі збірної — чемпіон світу.

## Клубна кар'єра
У дорослому футболі дебютував 1929 року виступами за команду клубу «Про Верчеллі», в якій провів три сезони, взявши участь у 86 матчах чемпіонату.
Протягом 1932—1936 років захищав кольори команди клубу «Наполі».
Своєю грою за останню команду привернув увагу представників тренерського штабу клубу «Амброзіана-Інтер», до складу якого приєднався 1936 року. Відіграв за міланську команду наступні п'ять сезонів своєї ігрової кар'єри. Більшість часу, проведеного у складі «Амброзіани-Інтера», був основним гравцем атакувальної ланки команди.
1941 року уклав контракт з клубом «Торіно», у складі якого провів наступні сім років своєї кар'єри гравця. Граючи у складі «Торіно» також здебільшого виходив на поле в основному складі команди. За цей час чотири рази виборював титул чемпіона Італії, ставав володарем Кубка Італії.
Завершив професійну ігрову кар'єру у нижчоліговому клубі «Новара», за команду якого виступав протягом 1948—1950 років.

## Виступи за збірну
1935 року дебютував в офіційних матчах у складі національної збірної Італії. Протягом кар'єри у національній команді, яка тривала 13 років, провів у формі головної команди країни лише 14 матчів, забивши 3 голи. У складі збірної був учасником чемпіонату світу 1938 року у Франції, здобувши того року титул чемпіона світу.
| Дата       | Місто     | Господарі | Результат  | Гості     | Турнір               | Голи | Примітки |
| ---------- | --------- | --------- | ---------- | --------- | -------------------- | ---- | -------- |
| 17/02/1935 | Рим       | Італія    | 2 – 1      | Франція   | товариський матч     | -    |          |
| 05/12/1937 | Париж     | Франція   | 0 – 0      | Італія    | товариський матч     | -    |          |
| 15/05/1938 | Мілан     | Італія    | 6 – 1      | Бельгія   | товариський матч     | -    |          |
| 05/06/1938 | Марсель   | Норвегія  | 1 – 2 д.ч. | Італія    | ЧС 1938 - 1/8 фіналу | 1    |          |
| 20/07/1939 | Гельсінкі | Фінляндія | 2 – 3      | Італія    | товариський матч     | -    |          |
| 12/11/1939 | Цюрих     | Швейцарія | 3 – 1      | Італія    | товариський матч     | -    |          |
| 03/03/1940 | Турин     | Італія    | 1 – 1      | Швейцарія | товариський матч     | -    |          |
| 01/12/1940 | Генуя     | Італія    | 1 – 1      | Угорщина  | товариський матч     | -    |          |
| 05/04/1942 | Генуя     | Італія    | 4 – 0      | Хорватія  | товариський матч     | 1    |          |
| 19/04/1942 | Мілан     | Італія    | 4 – 0      | Іспанія   | товариський матч     | 1    |          |
| 11/11/1945 | Цюрих     | Швейцарія | 4 – 4      | Італія    | товариський матч     | -    |          |
| 01/12/1946 | Мілан     | Італія    | 3 – 2      | Австрія   | товариський матч     | -    |          |
| 27/04/1947 | Флоренція | Італія    | 5 – 2      | Швейцарія | товариський матч     | -    | кап.     |
| 11/05/1947 | Турин     | Італія    | 3 – 2      | Угорщина  | товариський матч     | -    | кап.     |
| Усього     |           | Матчів    | 14         |           | Голів                | 3    |          |

## Титули і досягнення
- Чемпіон Італії (6):

«Амброзіана-Інтер»: 1937–38, 1939–40
«Торіно»: 1942–43, 1945–46, 1946–47, 1947–48
- Володар Кубка Італії (2):

«Інтернаціонале»: 1938–39
«Торіно»: 1942–43
- Чемпіон світу (1):

1938